# Бареттер

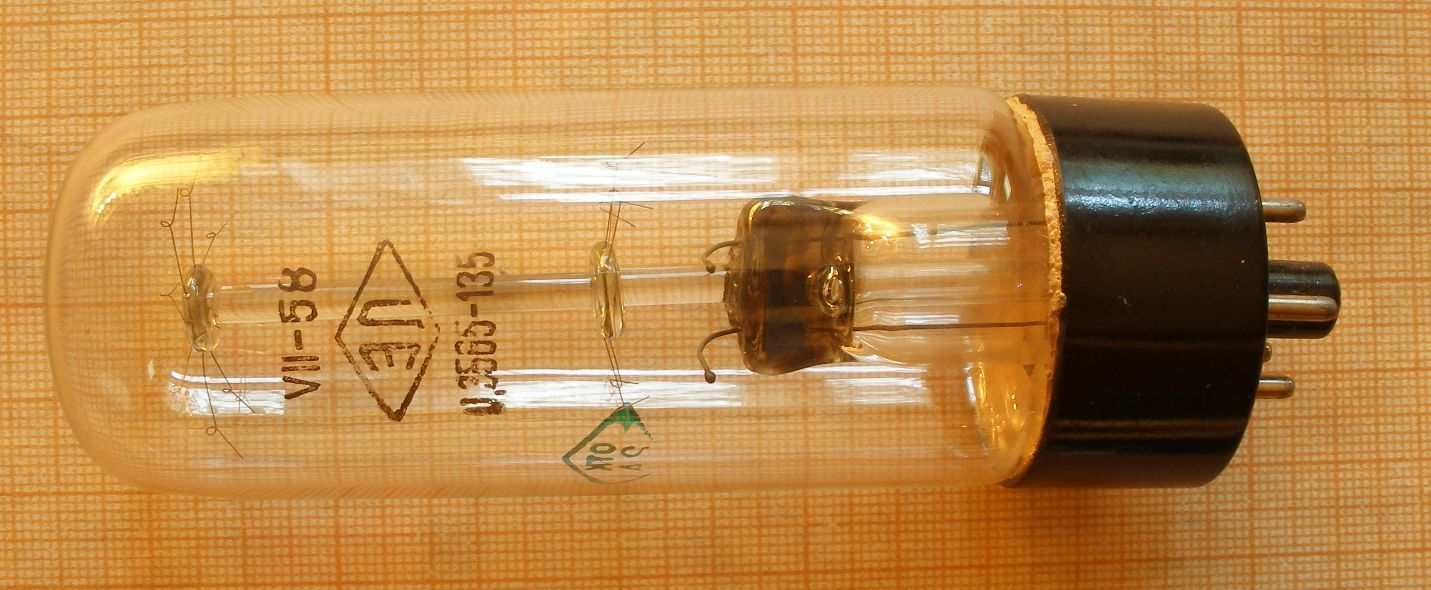
Бареттер 0,3Б65-135

Баре́ттер (англ. barretter, iron-hydrogen resistor) — электронный газонаполненный прибор, двухполюсник — стабилизатор тока.
Бареттером также назывался похожий по конструкции и принципу действия прибор, изобретённый Реджинальдом Фессенденом в 1902 году и применявшийся в первых радиоприёмных устройствах. Используя нелинейность вольт-амперной характеристики бареттера Фессендена можно было демодулировать амплитудно-модулированный сигнал.

## Устройство и принцип действия

Вольт-амперная характеристика бареттера и электрическая схема его включения. Участок между точками A, B — диапазон стабилизации прибора по току. Синие прямые — нагрузочные прямые при двух разных напряжениях питания стабилизируемой цепи.
— сопротивление бареттера;
— сопротивление нагрузки;
— напряжение источника питания;
— изменение напряжения источника питания;
— изменение тока нагрузки, вызванное изменением напряжения источника питания;
— изменение напряжения на бареттере, вызванное изменением напряжения источника питания;
— два разных напряжения источника питания.

Бареттер представляет собой заполненный водородом стеклянный баллон, внутрь которого помещена платиновая, железная или вольфрамовая проволока, свёрнутая в прямую спираль.
Чаще всего используется нить из химически чистого железа, поскольку железо в атмосфере водорода имеет высокий термический коэффициент сопротивления (ТКС). По сути бареттер — это специальная разновидность лампы накаливания с водородным наполнением.
Такое устройство имеет нелинейную вольт-амперную характеристику (ВАХ), на которой в некотором диапазоне изменений напряжения на приборе ток через него изменяется в незначительных пределах. Нелинейность ВАХ обусловлена положительным ТКС металлической нити, при увеличении напряжения на которой возрастает её тепловыделение, что увеличивает температуру и, соответственно, увеличивает сопротивление.
Если ток через железную проволоку достаточен, чтобы его температура достигла примерно 700 °C, становится существенной температурная зависимость электрического сопротивления от температуры. При повышении напряжения и, соответственно, повышении температуры, значение сопротивления проволоки увеличивается скачкообразно на некоторой длине спирали образуется тёмно-красная раскалённая зона. По мере увеличения напряжения эта зона становится всё длиннее и длиннее. Заполнение водородом не только защищает железо от окисления, но также растворимость водорода в железе начинает становиться заметной при температуре свыше 500 °C и скачкообразно увеличивается примерно при 700 °C, а вместе с насыщением железа водородом увеличивается его удельное электрическое сопротивление и электрическое сопротивление проволоки. Эти два механизма способствуют формированию горизонтального участка ВАХ. Свыше температуры 1000 °C атомы водорода покидают кристаллическую решётку железа и ВАХ бареттера становится такой же, как и у лампы накаливания, при этом бареттер уже не так эффективно стабилизирует ток.
При изменении напряжения температура нити не может также быстро изменяться из-за тепловой инерции. Водород имеет высокую теплопроводность, что увеличивает скорость отвода тепла от нити и снижает постоянную времени прибора.
Кроме того, водородная атмосфера является восстановительной, а не окислительной средой, что способствует долговечности нити.
Бареттер обладает заметной тепловой инерцией (режим стабилизации тока устанавливается через время от нескольких секунд до минуты, в зависимости от толщины проволоки), поэтому способен стабилизировать только относительно медленные изменения тока.
При включении бареттера из холодного состояния происходит скачок тока, так как холодная нить имеет малое сопротивление. По мере прогрева нити её сопротивление растёт и ток устанавливается на заданном значении. Этот скачок тока при включении является в большинстве применений нежелательным, потому иногда бареттеры объединяют в одном корпусе с урдоксами (ограничителями пусковых токов).
Подбирая материал нити, её диаметр, длину и покрытие, можно получить заданную характеристику стабилизации тока.
Изобретённый Реджинальдом Фессенденом в 1902 году бареттерный детектор содержал тончайшую платиновую нить, через которую пропускались ток накала от батареи (ток смещения рабочей точки бареттера) и ток высокой частоты (ВЧ) от приёмной антенны — амплитудно-модулированный сигнал. Участок вольт-амперной характеристики бареттера с максимальной нелинейностью обеспечивал выпрямление тока ВЧ. Низкочастотные изменения силы тока ВЧ принимались на слух включённой последовательно в цепь батареи телефонной трубкой. В ходе экспериментов с бареттерным детектором Фессенден изобрёл электролитический детектор, который оказался проще и дешевле в изготовлении.

## Применение

ВАХ бареттера 0,3Б17-35

Бареттеры чаще всего использовались для защиты дорогостоящих ламп накаливания, нитей накала катодов кинескопов и радиоламп.
Бареттеры могут применяться для стабилизации как постоянного тока, так и переменного тока.
Основные нормируемые характеристики:
- напряжение стабилизации — рабочее напряжение на бареттере, соответствующее средней точке области стабилизации;
- номинальный ток бареттера;
- пределы бареттирования по току — наименьший и наибольший ток, при котором бареттер работает устойчиво;
- пределы бареттирования по напряжению — пределы изменения падения напряжения на бареттере, при которых протекающий через него ток ток изменяется не более чем на 5 %.

В обозначении бареттера первое число указывает его номинальный ток (иногда этот ток называют током бареттирования) в амперах, вторые два числа — пределы бареттирования в вольтах. Примеры промышленно изготавливаемых бареттеров:
- 0,24Б12-18 — 240 мА В (в справочных данных указаны пределы тока стабилизации 251—261 мА).
- 0,3Б17-35 — 300 мА.
- 0,3Б65-135 — 300 мА.
- 0,425Б5,5-12 — 425 мА.
- 0,85Б5,5-12 — 850 мА.
- 1Б5-9 — 1000 мА.
- 1Б10-17 — 1000 мА.
- СТ2С — с двумя нитями накала[6]:
  - 5—9 В, 2 А при параллельном включении нитей;
  - 10—17 В, 1 А при последовательном включении.

## Другие типы стабилизаторов тока
Для частичной стабилизации тока вместо бареттера можно использовать лампу накаливания, не забывая при этом, что у бареттера есть горизонтальный участок ВАХ, а у лампы такого участка нет.
Массовое производство транзисторов практически полностью вытеснило из употребления бареттеры, поскольку участок коллекторных (стоковых) ВАХ у транзисторов (особенно полевых) пригоден для стабилизаторов тока. Схемы на полупроводниковых приборах получаются точными, компактными, долговечными и легко управляемыми.
Развитие электроники позволило в 1960-х годах разработать полупроводниковые двух- и трёхполюсные стабилизаторы тока с гораздо более широкими возможностями и удобством применения, чем у бареттера, особенно по быстродействию.